# 別府市議会
別府市議会（べっぷしぎかい）とは、大分県別府市に設置されている地方議会である。

## 概要
- 定数：25人
- 議長：加藤信康（市民クラブ）
- 副議長：日名子敦子（自民新政会）
- 任期：2023年（令和5年）4月30日 - 2027年（令和9年）4月29日

## 議員報酬
「会の議員の議員報酬及び費用弁償等に関する条例」において、以下のように定められている。
- 議長：月額551,000円
- 副議長：月額496,000円
- 議員：月額463,000円